# الطاقة في الجزائر
الطاقة في الجزائر تتناول جوانب الإنتاج، الاستهلاك، والاستيراد. وتشير بيانات عام 2009 إلى أن الاستخدام الأساسي للطاقة في الجزائر بلغ حوالي 462 تيراواط ساعة، وبمعدل استهلاك فردي يصل إلى 13 تيراواط ساعة.
تُعد الجزائر من الدول البارزة في إنتاج وتصدير النفط والغاز، وهي عضو في منظمة الدول المصدرة للبترول (أوبك) منذ عام 1969، وتشارك أيضاً في اتفاقية أوبك بلس بالتعاون مع دول منتجة للنفط ليست أعضاء في أوبك.
وتعتمد الجزائر بشكل كبير على الوقود الأحفوري الذي يحظى بدعم حكومي ويشكل القسم الأكبر من استهلاك الطاقة فيها. واستجابةً للتوجهات العالمية نحو الطاقة، حدثت الجزائر خطتها لتطوير الطاقة المتجددة وكفاءة الطاقة في عام 2015، ساعيةً لتحقيق تقدم هام بحلول عام 2030. وهذه الخطة تعزز استخدام التكنولوجيا القائمة على مصادر الطاقة المتجددة مثل النظم الكهروضوئية الشمسية ومشاريع طاقة الرياح، وذلك من خلال سلسلة من الإجراءات التحفيزية. وفي خطوة استراتيجية لتطوير قطاع الطاقة بشكل أكبر، أعلنت الحكومة الجزائرية في عام 2023 عن خطط لعرض ما لا يقل عن 10 مناطق تنقيب في أول جولة عطاءات للمنبع منذ عام 2014، مما يشير إلى نهج استباقي لتوسيع جهود استكشاف النفط والغاز لديها. ولتكملة هذه المبادرة، عززت الجزائر جهودها الاستكشافية، مما أدى إلى ثماني اكتشافات كبيرة في هذا العام وحده. تهدف الدولة إلى زيادة إنتاجها من الغاز الطبيعي من 137 مليار متر مكعب إلى 200 مليار متر مكعب سنويًا في الأجل القصير إلى المتوسط. واعتبارًا من عام 2024، تنتج الجزائر حوالي 900,000 برميل من النفط يوميًا، مما يتماشى مع هدف إنتاج أوبك+. وفي ظل المراجعات المستمرة للقدرات الإنتاجية للنفط الخام من قِبل أوبك بلس، توقعت الجزائر بثقة أنها ستصل إلى قدرة إنتاجية تبلغ 1.155 مليون برميل يوميًا بحلول عام 2025.

## قطاع الطاقة

### الغاز الطبيعي
في عام 2023، كانت الجزائر تمتلك 159 تريليون قدم مكعب من احتياطيات الغاز الطبيعي المؤكدة. بين عامي 2012 و2021 بلغ متوسط إنتاج الغاز الطبيعي الجاف السنوي 3.2 تريليون قدم مكعب، بينما بلغ متوسط الاستهلاك 1.5 تريليون قدم مكعب. وعلى الرغم من انخفاض الإنتاج في عام 2020 بسبب تأثير جائحة كوفيد-19 على الأنشطة الاقتصادية، عاد الإنتاج إلى تسجيل رقم قياسي بلغ 3.6 تريليون قدم مكعب في عام 2021. ووفقًا لنشرة مسح الشرق الأوسط الاقتصادي، فإن هذه الزيادة كانت مدفوعة بالاستثمارات في المنبع التي أدت إلى بدء مشاريع جديدة وتوسعات، خاصة في حقل حاسي رمل. بالإضافة إلى ذلك، أدى انخفاض الحاجة إلى إعادة حقن الغاز في حقول النفط إلى توفر المزيد من الغاز الطبيعي للاستخدام المحلي والتصدير.
وعلى المستوى التاريخي، كانت الجزائر لاعبًا مهمًا في سوق الغاز الطبيعي العالمي. ففي عام 2009، كانت خامس أكبر مُصدر للغاز الطبيعي، حيث بلغت صادراتها الصافية 55 مليار متر مكعب، متخلفة عن روسيا (169 مليار متر مكعب)، والنرويج (100 مليار متر مكعب)، وكندا (76 مليار متر مكعب)، وقطر (67 مليار متر مكعب). وفي ذلك العام، صنفت الجزائر أيضًا سابع أكبر منتج للغاز الطبيعي على مستوى العالم، حيث بلغ إنتاجها 81 مليار متر مكعب، بينما كانت أكبر الدول المنتجة هي الولايات المتحدة الأمريكية (594 مليار متر مكعب)، وروسيا (589 مليار متر مكعب)، وكندا (159 مليار متر مكعب).
بحلول عام 2021، استمر دور الجزائر في قطاع الغاز الطبيعي في النمو. إذ بلغ إنتاجها المحلي من الغاز الطبيعي 3,734,001 تيراجول (تيراجول)، ما يمثل زيادة بنسبة 28% عن السنوات السابقة. هذا التصاعد في الإنتاج جعل الجزائر ثاني أكبر مورد للغاز الطبيعي في إفريقيا، بإجمالي إمدادات بلغ 1,775,215 تيراجول، متأخرة فقط عن مصر. هذا الإنتاج القوي لا يلبي احتياجات الطاقة المحلية فحسب، بل يعزز أيضًا الاستقرار الاقتصادي من خلال الصادرات وتوفير المواد الخام للصناعات الرئيسية مثل الكيماويات والبلاستيك.

### خطوط أنابيب الغاز
تُعد الجزائر لاعبًا رئيسيًا في سوق تصدير الغاز الطبيعي، حيث تخدم أوروبا بشكل أساسي عبر ثلاثة خطوط أنابيب استراتيجية: خط الأنابيب عبر المتوسط، وخط أنابيب ميد غاز، وخط أنابيب المغرب-أوروبا. زيادة قدرة خط أنابيب ميدغاز في نهاية عام 2021 حسنت بشكل كبير من قدرته على إيصال الغاز إلى إسبانيا. وعلى الرغم من أن خط أنابيب المغرب-أوروبا واجه انقطاعات مؤقتة في عام 2021 بسبب التوترات السياسية، استؤنفت العمليات الطبيعية في عام 2022. بشكل غير تقليدي، واستخدم خط الأنابيب هذا باتجاه عكسي، مما مكن إسبانيا من تصدير الغاز إلى المغرب.
بعد التحولات الجيوسياسية الناتجة عن غزو روسيا لأوكرانيا، زادت الجزائر دورها كمورد أساسي للغاز الطبيعي إلى أوروبا، حيث مثلت في 2024 حوالي 14٪ من إجمالي واردات الاتحاد الأوروبي من الغاز عبر الأنابيب والغاز الطبيعي المسال. بالإضافة إلى ذلك، تدرس الجزائر بنشاط مشاريع خطوط أنابيب مستقبلية مثل خط أنابيب الغاز العابر للصحراء، الذي يهدف إلى ربط نيجيريا بالأسواق الأوروبية عبر الجزائر، وخط أنابيب غالسي، الذي يمكن استخدامه لنقل الهيدروجين الأخضر إلى إيطاليا.

### الغاز الصخري
بحلول عام 2020، كانت الجزائر تحوز سبعة أحواض للغاز الصخري غير المطورة بمجموع يصل إلى 3,419 تريليون قدم مكعبة. من هذا الإجمالي، يُمكن استخراج حوالي 707 تريليونات قدم مكعبة تقنيًا باستخدام التكنولوجيا المتاحة حاليًا، مما يجعل احتياطي الجزائر من الغاز الصخري القابل للاسترجاع ثالث أكبر احتياطي على مستوى العالم، وذلك بعد الصين والأرجنتين.

## النفط
الجزائر عضو في منظمة الدول المصدرة للنفط (أوبك) وكانت سابع أكبر مصدر للمنتجات النفطية في عام 2008، حيث شكلت أقل من 11٪ من صادرات النفط العالمية. ففي ذلك العام، بلغ إجمالي الصادرات العالمية 1,952 مليون طن من النفط الخام و411 مليون طن من المنتجات النفطية. وتشمل حقول النفط البارزة في الجزائر حقل حاسي مسعود [الإنجليزية]، وأورهود [الإنجليزية]، ورود الباغل. واعتبارًا من عام 2022، انتحت حوالي مليون برميل من النفط الخام يوميًا.
| 2011 | 2012 | 2013 | 2014 | 2015 | 2016 | 2017 | 2018 | 2019 | 2020 | 2021 |
| 1642 | 1537 | 1485 | 1589 | 1558 | 1577 | 1540 | 1511 | 1487 | 1330 | 1353 |

تمتلك الجزائر احتياطيات مؤكدة من النفط الخام تُقدر بحوالي 12.2 مليار برميل اعتبارًا من أوائل عام 2023، وتنتج نفطًا خامًا عالي الجودة وخفيفًا وحلوًا مع محتوى منخفض جدًا من الكبريت، خاصة مزيج الصحراء من حقل حاسي مسعود. على الرغم من هذه الاحتياطيات عالية الجودة، تواجه الجزائر تحديات في جذب استثمارات جديدة لحقولها النفطية القديمة، مما يؤدي إلى صعوبات في الحفاظ على مستويات الإنتاج.

## الكهرباء

### الإنتاج
| المصدر                              | 1990  | %    | 2000  | %    | 2010  | %    | 2013  | 2014  | % 2014 | التغير 2014/1990 |
| البترول                             | 0,87  | 5,4  | 0,77  | 3,0  | 0,96  | 2,1  | 3,97  | 1,16  | 1,8    | +33 %            |
| العاز الطبيعي                       | 15,10 | 93,7 | 24,6  | 96,7 | 44,6  | 97,5 | 55,59 | 62,83 | 97,8   | +316 %           |
| مجموع الوقود الأحفوري               | 15,97 | 99,2 | 25,36 | 99,8 | 45,56 | 99,6 | 59,56 | 63,99 | 99,6   | +301 %           |
| مائي                                | 0,135 | 0,8  | 0,054 | 0,2  | 0,17  | 0,4  | 0,33  | 0,25  | 0,4    | +88 %            |
| المجموع                             | 16,10 | 100  | 25,41 | 100  | 45,73 | 100  | 59,89 | 64,24 | 100    | +299 %           |
| المصدر : : الوكالة الدولية للطاقة . |       |      |       |      |       |      |       |       |        |                  |

### التصدير / الاستيراد
| السنة     | 1990 | 2000 | 2010 | 2011 | 2012 | 2013 | 2014 |
| الاستيراد | 205  | 223  | 736  | 657  | 936  | 295  | 686  |
| التصدير   | 303  | 319  | 803  | 799  | 985  | 384  | 877  |

### الاستهلاك
سجل معدل الاستهلاك الفردي للكهرباء 1363 kWh في سنة 2014. ما يعادل 45% من المعدل العالمي (3 030 kWh) و240% من المعدل الأفريقي (568 kWh). في فرنسا:6 955 kWh - المغرب: 912 kWh.

## الآثار على البيئة
قدرت في سنة 2014 الانبعاثات المرتبطة بالطاقة بـ 122.93 Mt من غاز CO2 ما يعادل 3.16 طن لكل نسمة. أي أقل بـ 29% على المعدل العالمي وأكثر من 3 مرات من المعدل الأفريقي (0.96). في حين يصل في فرنسا إلى 4.32 وفي المغرب 1.57.

## طالع أيضًًا
- وزارة الطاقة والمناجم (الجزائر)
- سونلغاز
- سوناطراك
- اقتصاد الجزائر
- قائمة شركات جزائرية
- طاقة الكهرباء في الجزائر
- طاقة متجددة في الجزائر
- الجزائر وأسلحة الدمار الشامل